# Ora Brown Stokes Perry
Ora Brown Stokes Perry (1882-1957) fue una educadora, oficial de libertad condicional, trabajadora de templanza, y sufragista estadounidense con sede en Richmond, Virginia, vinculada a movimientos sociales de mujeres.

## Trayectoria
Ora E. Brown nació en el condado de Chesterfield, Virginia, hija de Olivia Knight Quarles Brown y del reverendo James E. Brown.Se formó como docente en el Virginia Normal and Collegiate Institute, graduándose en 1900. También estudió en el Hartshorn Memorial College y en la Universidad de Chicago.  En 1917, se le negó la admisión a la recién organizada Escuela de Economía Social de Richmond debido a su raza.

## Carrera profesional
Ora Brown Stokes enseñó en la escuela en Milford, Virginia, durante dos años cuando era joven, antes de casarse y asumir el trabajo de esposa de un pastor. En 1911, fue ponente en la Conferencia de Hampton Negro sobre el tema "La actividad religiosa de la mujer negra". "Necesitamos mujeres que exijan un púlpito limpio así como un banco limpio", declaró, "mujeres que exijan un estándar alto e igualitario tanto para hombres como para mujeres".  Ese mismo año, Stokes cofundó la Asociación de Vecinos de Richmond,celebrando la primera reunión en su propia casa. Al ver la necesidad de capacitación vocacional y de vivienda para las mujeres afroestadounidenses en Richmond, Ora Brown Stokes y Orie Latham Hatcher (una mujer blanca) cofundaron el Hogar para Niñas Trabajadoras. A partir de 1918, el juez John Crutchfield la nombró oficial de libertad condicional para mujeres y niñas negras en los tribunales de menores de Richmond.
Durante la Primera Guerra Mundial, presidió la Sección de Mujeres de Color de la Defensa Nacional de Virginia y organizó la Liga Protectora Nacional para las Niñas Negras.
Después del movimiento sufragista, Stokes fue jefa de la Liga de Mujeres Votantes Negras de Virginia, formada cuando la Liga de Mujeres Votantes de Virginia se negó a incluir mujeres negras. En 1921 fue nombrada profesora no residente y miembro de la facultad de su alma mater, el Virginia Normal and Collegiate Institute, y pronunció un discurso ante la asociación de antiguos alumnos de la facultad. En 1924, fue presidenta del Departamento de Mujeres de Color del Comité Nacional Republicano en Virginia, pero luego comentó que la experiencia habíansido frustrante. En 1927, Stokes fue elegida presidenta de la Asociación de Clubes de Mujeres de Color del Sureste. En 1928, cuando participó en la reunión nacional de la Liga de Mujeres Votantes, aparecía como presidenta de la Orden Nacional Independiente de Buenos Pastores. En 1940, estuvo en la reunión organizativa de la Asociación Nacional de Esposas de Ministros, organizada por Elizabeth Coles Bouey. Fue asesora de la Administración Nacional de la Juventud con Mary McLeod Bethune, fue vicepresidenta de la Sociedad de Organización Negra de Virginia, vicepresidenta del Congreso Nacional de Razas y secretaria de campo nacional de la Unión de Mujeres Cristianas por la Templanza.
En 2018, la Fundación del Capitolio de Virginia anunció que el nombre de Stokes Perry se incluiría en el Muro de Honor de vidrio del Monumento a las Mujeres de Virginia.

## Datos biográficos
Ora Brown se casó dos veces. Su primer marido fue William Herbert Stokes, ministro de la Iglesia Bautista Ebenezer de Richmond;se casaron en 1902. Quedó viuda en 1936.  En 1948 se volvió a casar con el médico y administrador del hospital J. Edward Perry, viudo de Fredericka Douglass Sprague Perry.  Murió en 1957, a la edad de 75 años.